# Leucheria cerberoana
Leucheria cerberoana là một loài thực vật có hoa trong họ Cúc. Loài này được Remy mô tả khoa học đầu tiên năm 1847.